# Меліса Роксбург
Меліса Роксбург (англ. Melissa Roxburgh; нар. 10 грудня 1992, Ванкувер, Канада) — канадська акторка. Відома ролями у «Щоденнику слабака: Правила Родріка» (2011) та «Щоденник слабака: Дні собаки» (2012), як прапорщиця Сил у фільмі 2016 року, «Зоряний шлях» та «Олівія» Таніси в Піхотинець 4: Рухома мета. Грала головну роль Мікаели Стоун в телесеріалі NBC, «Маніфест», який виходив у 2018–2023 роках.

## Біографія
Роксбург — друга з чотирьох дітей у сім'ї пастора та колишньої тенісистки Шеллі Волпол; у неї є дві сестри (Крісті та Ешлі) та молодший брат (Мет). Її батьки, канадець та британка, переїхали до Канади з США. Батько родом із Чикаго, що дозволило їй мати подвійне громадянство. Після закінчення середньої школи Роксбург розпочала кар'єру у Ванкувері.
У дитинстві Роксбург із сім'єю відвідала Африку, Албанію та Гватемалу, що зародило у ній інтерес до питань соціальної справедливости. Акторка є GenR Leader у Міжнародному комітеті порятунку (IRC), який допомагає людям у надзвичайних гуманітарних кризах. До своєї роботи в "Маніфесті" Роксбург вивчала зв'язки з громадськістю в університеті Саймона Фрейзера і збиралася стати журналісткою.

## Фільмографія
| Рік  | Назва українською                   | Оригінальна назва                   | Роль          | Нотатки          |
| ---- | ----------------------------------- | ----------------------------------- | ------------- | ---------------- |
| 2011 | Щоденник слабака 2: Правила Родріка | Diary of a Wimpy Kid: Rodrick Rules | Рейчел Льюїс  |                  |
| 2012 | Щоденник слабака 3                  | Diary of a Wimpy Kid: Dog Days      | Гізер Гіллс   |                  |
| 2012 | Біг Тайм Раш                        | Big Time Movie                      | Принцеса      |                  |
| 2014 | Лепрекон: Початок                   | Leprechaun: Origins                 | Джені         |                  |
| 2015 | Морський піхотинець 4               | The Marine 4: Moving Target         | Олівія Таніс  |                  |
| 2016 | Стартрек: За межами Всесвіту        | Star Trek Beyond                    | Сил           |                  |
| 2016 |                                     | 2BR02B: To Be or Naught to Be       | Леора Дункан  | короткометражний |
| 2016 |                                     | Lost Solace                         | Азарія        |                  |
| 2018 |                                     | In God I Trust                      | Мая Метісон   | незалежне кіно   |
| 2020 | Вірю в кохання                      | I Still Believe                     | Гізер Геннінг |                  |
| 2022 | Клітка розуму                       | Mindcage                            | Меррі Келлі   |                  |

| Рік       | Назва українською        | Оригінальна назва   | Роль           | Нотатки                |
| --------- | ------------------------ | ------------------- | -------------- | ---------------------- |
| 2012      | Стріла                   | Arrow               | Блейк          | Сезон 1 епізод 5 та 11 |
| 2012      | Надприродне              | Supernatural        | Ліла Тейлор    | Сезон 7 епізод 12      |
| 2014      | Надприродне              | Supernatural        | Вайолет Дюваль | Сезон 9 епізод 20      |
| 2014      | Люди майбутнього         | The Tomorrow People | Талія          | Сезон 1 епізод 16      |
| 2015      | Вбивство в гуртожитку    | Sorority Murder     | Карлі          |                        |
| 2016      | Легенди завтрашнього дня | Legends of Tomorrow | Бетті Сівер    | Сезон 1 епізод 8       |
| 2017-2018 | Доблесть                 | Valor               | Теа            | Сезон 1 епізод 1-13    |
| 2017      | Мандрівники              | Travelers           | Керрі          | Сезон 2 епізод 7       |
| 2018-2023 | Маніфест                 | Manifest            | Мікаела Стоун  | головна роль           |
| 2023      | Квантовий стрибок        | Quantum Leap        | Еллен Грієр    | Сезон 2 епізод 1       |
| 2024      | Слідопит                 | Tracker             | Д-рка Дорі Шоу | Сезон 1 епізод 11      |